# 武豊町立富貴中学校
武豊町立富貴中学校（たけとよちょうりつふきちゅうがっこう）は、愛知県知多郡武豊町にある町立中学校。略称は「富貴中（ふきちゅう）」。
校区は、富貴小学校区（富貴・富貴市場・市原・東大高・新田地区）と衣浦小学校区の一部（原田・大足地区）。

## 教育目標
- はつらつとした中学校生活の構築
- 「礼節を重んじ、主体的に行動する心豊かな生徒の育成」

## 制服
制服は、男子が黒の学生服、女子が濃紺に白帯一本のセーラー服。体操着は、男女ともに黒のジャージである。

## 所在地
〒470-2521　知多郡武豊町大字東大高字熊野西8

## アクセス
- 名鉄河和線「知多武豊駅」より徒歩約15分。
- 名鉄河和線「富貴駅」より徒歩約15分。
- 南知多道路「武豊インターチェンジ」より車で約5分